# Tectaria panamensis
Tectaria panamensis är en ormbunkeart som först beskrevs av William Jackson Hooker, och fick sitt nu gällande namn av R.M. Tryon och A.F. Tryon. Tectaria panamensis ingår i släktet Tectaria och familjen Tectariaceae. Inga underarter finns listade.